# Miagrammopes guttatus
Miagrammopes guttatus es una especie de araña araneomorfa del género Miagrammopes, familia Uloboridae. Fue descrita científicamente por Mello-Leitao en 1937.
Habita en Brasil.